# Röttgen (Bonn)
Röttgen ist ein Ortsteil der Bundesstadt Bonn im gleichnamigen Stadtbezirk und liegt auf dem Höhenzug der Ville. Er grenzt im Norden an die Ortsteile Brüser Berg, Ückesdorf, Ippendorf und Venusberg und im Osten an die Ortsteile Friesdorf und Schweinheim. Jenseits der Stadtgrenze Bonns im Westen und Süden grenzen an Röttgen die Nachbargemeinden des Rhein-Sieg-Kreises, Alfter und Meckenheim. Röttgen ist mit Abstand der flächengrößte Ortsteil Bonns und größer als der gesamte Stadtbezirk Hardtberg, allerdings besteht der überwiegende Teil von Röttgen aus den Wäldern des Kottenforstes. Durch starken Zuzug in den Anfangsjahren Bonns als Bundeshauptstadt wurde die ursprünglich landwirtschaftlich geprägte Struktur aufgebrochen.
Die etwa 4500 Einwohner leben heute überwiegend in neueren Einfamilien- und wenigen Mehrfamilienhäusern. Historische Gebäude gibt es nur bei dem alten Dorfkern kurz vor der Dorfausfahrt in Richtung Bonn. Zu nennen sind hier die barocke Venantiuskapelle von Kurfürst Clemens August und der ehemalige Hof an der Reichsstraße (ehemalige B 257), welcher das älteste Gebäude Röttgens ist. Er wurde in den 1990er-Jahren renoviert, nachdem er lange Zeit leer gestanden hatte.

## Herkunft des Ortsnamens
Der Name „Röttgen“ ist etymologisch auf das Verb „roden“ zurückzuführen und ist in der rheinischen Toponymie mehrfach belegt (so auch in Villiprott, das in alten Urkunden noch als Röttgen bezeichnet wird). Das Diminutivum bezeichnet eine kleine Rodung. Urkundlich erstmals erwähnt wird der Ort 1433 als „Roitgin“ in einer Rechnung des Kanonissenstifts Dietkirchen zu Bonn. 1532 erscheint er als „Roitgen“, 1605 „uffm Röttgen“, 1845 als „Röttchen“ und 1899 als „Röttgen“.

## Geschichte

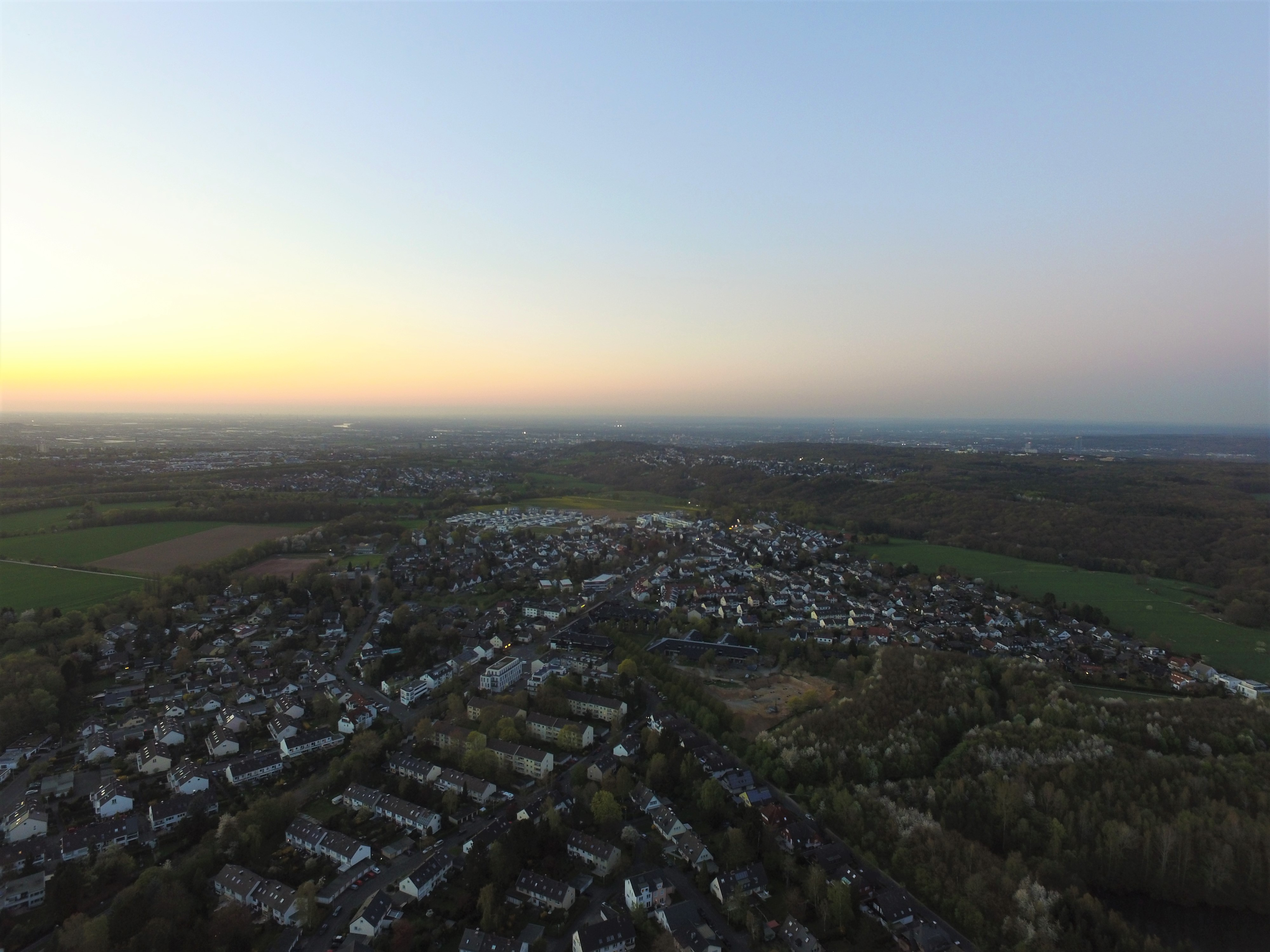
Bonn-Röttgen aus der Luft, im Hintergrund das Bonner Stadtzentrum

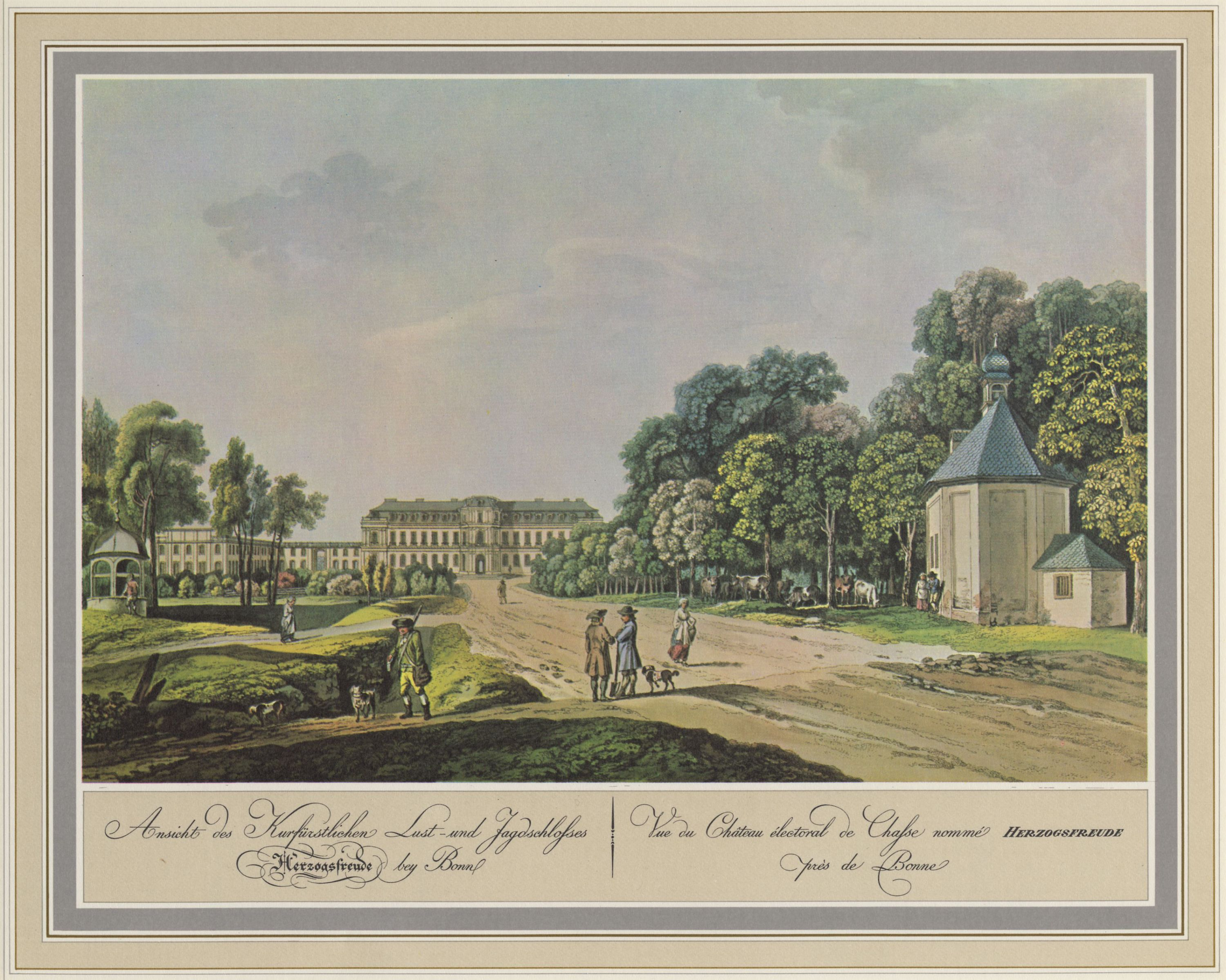
Schloss Herzogsfreude

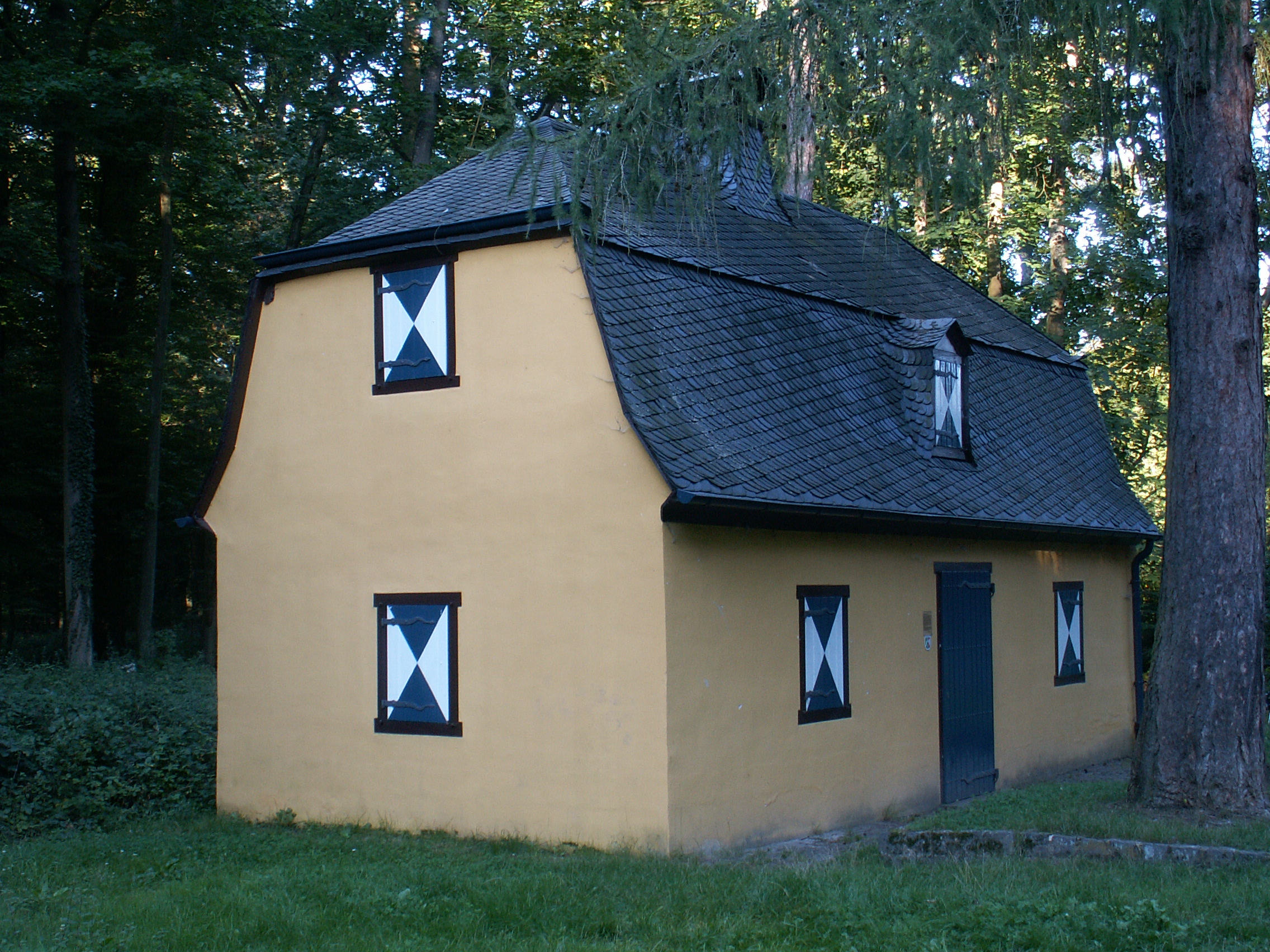
Jägerhäuschen im Kottenforst

Ausgrabungen durch das LVR-Amt für Bodendenkmalpflege im Rheinland führten nach 2014 in Röttgen zu zahlreichen Funden im Gebiet um den Hölder (siehe weiter unten bei 'Neubaugebiet Am Hölder'). Sie lassen auf eine frühe Besiedlung um etwa 2500 bis 2600 v. Chr. schließen. Dabei ging es auch, so der Archäologe Jens Berthold, um den seltenen Fall eines Bestattungsplatzes aus der Eisenzeit mit zahlreichen Grabbeigaben, der später auch in der Römerzeit benutzt wurde.
Möglicherweise von dem viel älteren und in der Nähe Röttgens gelegenen Ückesdorf aus entstand wohl im 13. Jahrhundert entlang des mittelalterlichen Wegs von Bonn durch den Kottenforst über Meckenheim nach Trier eine kleine, nur wenige Hofstellen umfassende Rodung als Keimzelle des heutigen Orts.
Kurfürst Clemens August ließ von 1753 bis 1755 das Schloss Herzogsfreude in Röttgen errichten. Das Schloss, das von den Ausmaßen sehr eindrucksvoll war – allein das Hauptgebäude ohne die Seitenflügel wies eine Länge von 70 Metern mit 19 Fensterachsen auf – wurde zwar fertiggestellt und auch teilweise möbliert, jedoch starb der Bauherr Clemens August 1761 und besuchte sein Schloss nicht mehr. Im Jahr 1804 wurde Herzogsfreude, das Clemens Augusts Nachfolger nie betreten hatten, nach einer öffentlichen Versteigerung vom französischen Staat für 3550 Francs an den Bonner Dachdecker Peter Lander verkauft. Der neue Besitzer trug das Schloss ab und verwendete das Baumaterial im Haus- und Straßenbau. 1810 war das Schloss fast vollständig verschwunden. Das um das Schloss herum angelegte Wegenetz, das den Wald vom Schloss ausgehend sternförmig durchzieht, blieb aber erhalten und hinterließ dem dort entstandenen Dorf Röttgen eine günstige Verkehrslage. Das ebenfalls erhalten gebliebene Jägerhäuschen (Foto) liegt am Schnittpunkt zweier kurfürstlicher Jagdwege und diente dazu, dort während der Jagd die Pferde zu wechseln. Das Jägerhäuschen enthält neben einem kleinen Aufenthaltsraum für die Jagdhelfer deshalb noch einen größeren Pferdestall. Vom Schloss selbst sind heute keine Ruinen oder Überreste mehr zu sehen. Im heutigen Röttgen erinnert nicht mehr viel an das Schloss Herzogsfreude. Außer den Straßennamen „Schlossplatz“, „Kurfürstenplatz“ und „Herzogsfreudenweg“, findet man als Überreste des ehemaligen kurfürstlichen Schlosses lediglich Teile des ehemaligen Kellergewölbes, die heute unter einigen Privathäusern zu finden sind. Noch vorhanden ist in Röttgen die an der Reichsstraße gelegene Sankt-Venantius-Kapelle, die der Kurfürst gleichzeitig mit dem Schloss errichten ließ. Seit 1984 befindet sich auf dem Schlossplatz in Röttgen ein kleines Denkmal, das in Form eines Bronzemodells an das ehemalige Schloss Herzogsfreude erinnert. Historisch interessant ist das gleichfalls aus der Zeit von Clemens August I. stammende sogenannte Wolfskreuz im Kottenforst.
1879 wurde im Kottenforst unweit von Röttgen die sog. „Kaisereiche“ vom damaligen Prinzen Wilhelm von Preußen dem späteren Kaiser Wilhelm II. „allerhöchst eigenhändig“ gepflanzt. Sie sollte ausweislich des vor ihr platzierten Gedenksteins dem Andenken an seine in diesem Revier genossenen Waidmannsfreuden dienen. Neben der Kaisereiche steht die 1904 gepflanzte Prinz-Friedrich-Eiche. Beide Eichen befinden sich an der Wegekreuzung, an der auch das Jägerhäuschen steht. Die Eichen sind heute beliebte Ausflugsziele und befinden sich unweit des archäologischen Denkmals Ringwall Venne.
In Röttgen befanden sich früher zwei Tongruben: Die „Alte Tongrube“, mit Mühlwerk zum Mahlen von trockenem Ton befand sich am heutigen Tennisplatz. Von dieser Tongrube führte eine Feldbahn entlang der Flerzheimer Allee bis zum Bahnhof Kottenforst. In der Nähe des Schlossplatzes (ein Teil des Standortes des ehemaligen Schlosses) gab es die „Neue Tongrube“, in der weißer Ton abgebaut wurde. Heute befindet sich dort ein See mit kleinen Rasenflächen am Rand, der in einer Vertiefung liegt, die durch den Tonabbau entstanden ist.
Am 1. August 1969 wurde Röttgen zusammen mit den anderen Gemeinden des Amtes Duisdorf im Rahmen der Gemeindereform nach Bonn eingemeindet. Die Gemarkung Röttgen in den Grenzen der ehemaligen Gemeinde besteht bis heute.

## Kirchen und Jugendtreff
Es gibt die evangelische Kirchengemeinde mit der Thomaskirche und die katholische Kirchengemeinde mit der Kirche Christi Auferstehung, beide mit angeschlossenem Kindergarten. Die Gemeinden beider Konfessionen haben eine Tradition der Zusammenarbeit und gegenseitigen Hilfe entwickelt. So läutete der evangelische Glockenturm auch für die Katholiken mit, bis diese einen eigenen gebaut hatten, und nach einem Brand in der evangelischen Kirche konnten Räume der Katholischen Kirche genutzt werden. Aber auch im alltäglichen Miteinander gibt es viele Gemeinsamkeiten, so machen bei der Katholischen Jugend Röttgen (KJR) auch viele evangelische Jugendliche mit und Veranstaltungen wie zum Beispiel der Andheri-Basar für die Andheri-Hilfe Bonn in der katholischen Kirche werden gemeinsam geplant und durchgeführt (siehe auch: Religionen in Bonn).
Der 1996 von den beiden Kirchengemeinden ins Leben gerufene Jugendtreff „Ran“ des „Vereins zur Förderung der ökumenischen Jugendarbeit in Röttgen und Ückesdorf“ musste aus der Ückesdorfer Kirche aufgrund deren beschlossener Schließung im Jahr 2004 zunächst innerhalb von Ückesdorf umziehen, kam dann nach Röttgen in die Räumlichkeiten der dortigen evangelischen Thomaskirche und hat jetzt seine Heimat im Gebäude des Carl-von-Ossietzky-Gymnasiums in Ückesdorf gefunden.

## Schulen und sonstige Einrichtungen

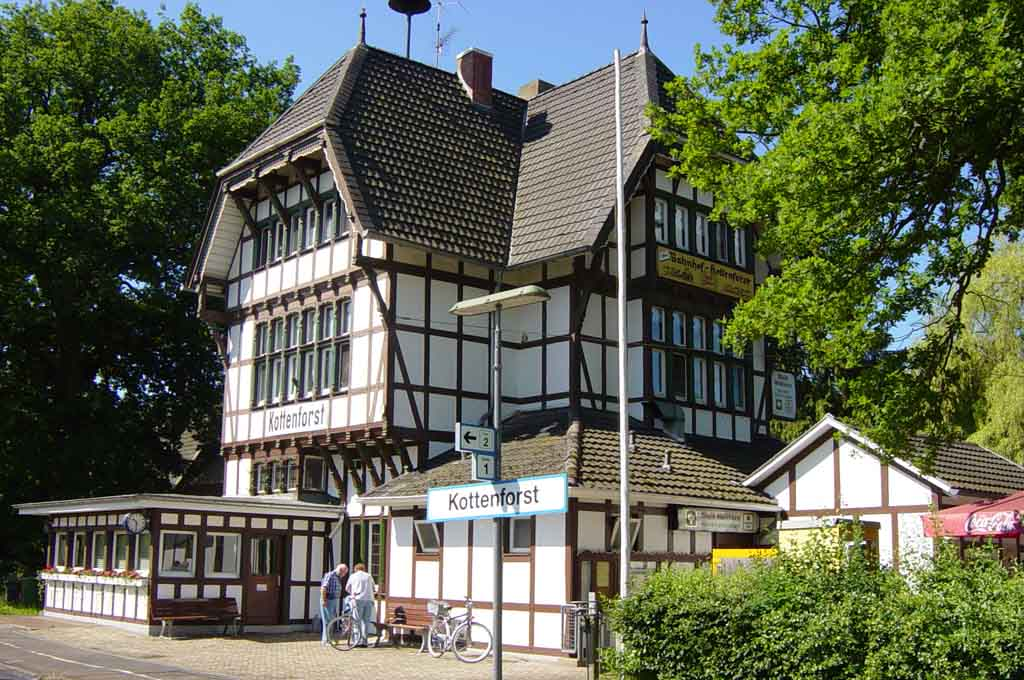
Bahnhof Kottenforst

In Röttgen gibt es mit der Schlossbachschule eine der größten Bonner Grundschulen mit etwa 290 Kindern in insgesamt zwölf Klassen. Eine Turnhalle, ein Musikraum, eine Schülerbibliothek, ein Lernzentrum und ein Computerraum sind dort vorhanden. Seit dem 1. August 2007 ist die Schlossbachschule zudem eine offene Ganztagsschule (OGS). Die Kinder können dort im Rahmen einer Kurzbetreuung bis 13.30 Uhr oder einer Langbetreuung bis 16.30 Uhr nach dem Unterricht in der Schule verbleiben und erhalten in der Langbetreuung u. a. Mittagessen und eine Hausaufgabenbetreuung.
Nach der Grundschulzeit besuchen viele Röttgener Schüler das am Ortsrand Ückesdorfs – in Richtung Röttgen gelegene – Carl-von-Ossietzky-Gymnasium (kurz: CvO). Das ehemalige Gymnasium Bonn-Röttgen – das deswegen oft noch „Röttgener Gymnasium“ genannt wird – ist eine staatlich anerkannte Ganztagsschule mit künstlerisch-musikalischem und naturwissenschaftlichem Schwerpunkt. Als Schule mit bis zu vier Parallelklassen in jedem Jahrgang, mit insgesamt ca. 780 Schülern, 50 Lehrern, 8 Referendaren, einer Bibliothekarin, zwei Schulsekretärinnen und einem Hausmeisterehepaar ist es ein Gymnasium überschaubarer Größe und das kleinste städtische Gymnasium in Bonn. Die Einschränkungen für das Kursangebot in der Oberstufe werden durch Kooperation auf dem Gebiet gemeinsamer Leistungskurse mit dem benachbarten Hardtberg-Gymnasium im Ortsteil Brüser Berg abgefangen. In den vergangenen Jahren verließen jeweils zwischen 55 und 65 Abiturientinnen und Abiturienten in einem Jahrgang das Gymnasium. Das etwa 40.000 Quadratmeter große und an ein Waldstück angrenzende Schulgelände verfügt u. a. über einen Basketballplatz, eine Beachvolleyball-Anlage und eine Grillstelle. Neben den beiden Hauptgebäuden, in denen alle Klassenräume, Fachräume und die Verwaltung untergebracht sind, verfügt die Schule über zwei Sporthallen.
Weiterhin ist das Robert-Wetzlar-Berufskolleg (kurz: RWK) mit einer Außenstelle in Röttgen an der Reichsstraße vertreten. Die Ausbildung am RWK erfolgt in den Berufsfeldern Ernährung und Hauswirtschaft mit Hotel- und Gaststättengewerbe, Sozial- und Gesundheitswesen, Körperpflege und Kosmetik sowie Integration und Förderung. Die Andreas-Hermes-Akademie war ein Weiterbildungshaus der Deutschen Landwirtschaft, welches Menschen, die in der Landwirtschaft und agrarnahen Bereichen arbeiten fachliche, soziale und methodische Kompetenzen vermittelte. Seminarräume, Übernachtungen, Kegelbahnen und die Restauration konnten auch von Dritten angemietet bzw. genutzt werden. Ende 2013 verkaufte der Deutsche Bauernverband (DBV) die Liegenschaft an die Deutsche Gesellschaft für Internationale Zusammenarbeit (GIZ). Die GIZ verlegte dorthin nach einem Umbau Ende 2017 die Akademie für Internationale Zusammenarbeit (AIZ).
Weiterhin verfügt Röttgen über den an der Reichsstraße gelegenen städtischen Kindergarten „Pusteblume“ und zwei konfessionelle Kindergärten, die jeweils unmittelbar an den beiden Kirchengebäuden angesiedelt sind. Im neuen Baugebiet „Am Hölder“ (s. u.) wurde ein zusätzlicher – größerer – städtischer Kindergarten gebaut.
In Röttgen befindet sich zudem eine Außenstelle des Forstamts Rhein-Sieg-Erft (Hauptsitz ist Eitorf), welches mit 28 Revieren und einer Waldfläche von etwa 60.000 Hektar das zweitgrößte Regionalforstamt des Landes Nordrhein-Westfalen ist.
Röttgen besitzt einen Kunstrasen-Sportplatz, der zwischen der katholischen Kirche und der Schlossbachschule liegt. Er wurde zum großen Teil aus Spenden der Röttgener Bevölkerung finanziert. Sportplatz, Grundschule und beide Kirchengebäude befinden sich am Herzogsfreudenweg.
Am südwestlichen Rand Röttgens steht auf der Stadtgrenze – mitten im Wald – der Bahnhof Kottenforst (Foto) an der Voreifelbahn, der heute nur noch an Wochenenden bedient wird, dann aber regen Ausflugsverkehr anzieht.

## Vereine
Wichtig für das öffentliche Leben ist der Festausschuss Bonn-Röttgen e. V., der neben der jährlichen Kirmes am letzten Augustwochenende auch den Karnevalsumzug organisiert, der traditionell am Karnevalssonntag stattfindet. Für dessen reibungslosen Ablauf sorgen der Festausschuss und die Freiwillige Feuerwehr, die des Weiteren regelmäßig Feuerwehrfeste in Röttgen organisiert. Auch die jährliche Seniorenschifffahrt und der St. Martinszug am Martinstag – an dessen Abschluss traditionell ein Martinsfeuer und Martinssingen mit anschließendem „Schnörzen“ stattfindet – werden vom Festausschuss organisiert.
Darüber hinaus hat Röttgen einen eigenen Karnevalsverein, die Prinzengarde Weiß-Rot Röttgen e. V. Der Verein fördert das traditionelle Brauchtum einschließlich des Karnevals, u. a. durch die Beteiligung an karnevalistischen Veranstaltungen, Karnevalsumzügen und Kostümfesten.
Weiterhin gibt es in Röttgen den Sportverein Rot-Weiß Röttgen, der neben Fußball auch Tischtennis, Volleyball, Turnen, Tanzen, Boule, Walking, Fitness und Speed Badminton anbietet, und den Tennisverein TC Röttgen mit acht Tennisplätzen.

## Sonstige Infrastruktur
Neben einer Tankstelle und einer Bankfiliale, einem Supermarkt in der Ortsmitte, einem Getränkehandel sowie einem Discounter hat Röttgen mehrere Bäckereiläden, ein Fahrradgeschäft, eine Buchhandlung, zwei Schmuck- und Uhrenläden, zwei Optiker, mehrere Friseurbetriebe, eine Reihe weiterer kleinerer Geschäfte und einige Betriebe im gastronomischen Bereich. Darüber hinaus hat Röttgen zwei Apotheken, Physiotherapeuten, zwei Therapiezentren für Logo-, Ergo- und Physiotherapie sowie zahlreiche Allgemein- und Fachärzte verschiedener Richtungen, von denen sich einige in dem 2012 fertiggestellten Ärztehaus an der Reichsstraße angesiedelt haben.

## Neubaugebiet „Am Hölder“
Zwischen Röttgen und dem benachbarten Ückesdorf entstand das Neubaugebiet „Am Hölder“. Die Fläche zwischen der Reichsstraße, der Heidegartenstraße und dem Weg „Am Hölder“ ist ungefähr 250.000 Quadratmeter groß. Die bisher als Feld genutzte Fläche wurde in 185 Baugrundstücke unterteilt, auf denen 300 Wohnungen entstanden sind, meist in zweigeschossigen Einzel- und Doppelhäusern, aber auch in einigen dreigeschossigen Mehrfamilienhäusern. Es sind ca. 75 Prozent Einfamilienhäuser und ca. 25 Prozent Geschossbauten entstanden, die eine Höhe von maximal drei Voll- und einem Staffelgeschoss erreichen durften. Damit können ungefähr 1000 Personen in dem geplanten Wohngebiet Platz finden. Etwa zwei Drittel der Fläche zwischen Röttgen und Ückesdorf bleiben auch nach der Bebauung frei. Nachdem jahrelang Bürger, Politiker und die Stadtverwaltung über das geplante Neubaugebiet und dessen Ausgestaltung diskutiert hatten, beschloss der Bonner Stadtrat den Bebauungsplan „Am Hölder“ im September 2011. Der Baubeginn für die ersten Häuser lag unmittelbar nach der Anschließung des Gebietes an die Strom- und Wasserversorgung im Jahre 2013. Umweltexperten hatten im Vorfeld der Stadtratsentscheidung davor gewarnt, die für Bonn für wichtig erachtete dort verlaufende Freiluftschneise zu bebauen. Das von der Stadt im Rahmen des Bebauungsplanverfahrens in Auftrag gegebene Klimagutachten sprach sich zwar ebenfalls gegen eine Bebauung aus, kam aber auch zu dem Ergebnis, dass die Modellrechnungen für den Fall einer Bebauung keine wesentlichen Einschränkungen des so genannten Talabwindsystems im Lengsdorfer Bachtal zur Folge haben würden. Als Ausgleich für den Eingriff in die Natur wurde die nördlich an das Baugebiet angrenzende Fläche als ökologische Ausgleichsfläche bepflanzt werden. Seit Anfang 2015 konnten die ersten der Einfamilienhäuser bezogen werden, sowie die ersten Wohnungen des Mehrfamilienhauskomplexes Auf dem Kirchweg. Inzwischen ist das Neubaugebiet weitgehend fertiggestellt und auch die dazu gehörenden Infrastrukturmaßnahmen abgeschlossen wie z. B. der neue Spielplatz.

### Straßennamen
Für das Neubaugebiet „Am Hölder“ wurden neue Straßennamen eingeführt, darunter Hedwig-Dransfeld-Straße, Frieda-Nadig-Straße und Marie-Elisabeth-Lüders-Straße. Die Namen erinnern an Frauenrechtlerinnen, die einen zum Teil großen Beitrag zur rechtlichen Gleichstellung der Frauen geleistet haben.
| Friederike Nadig       | Hat zur Findung des Grundgesetzes beigetragen durch Beisitz im parlamentarischen Rat von 1948.                                                           | Eintrag im Bonner Straßenkataster |
| Hedwig Dransfeld       | Hat dem Katholischen Deutschen Frauenbund vorgesessen.                                                                                                   | Eintrag im Bonner Straßenkataster |
| Marie-Elisabeth Lüders | Frauenrechtlerin vor Staat und Gesetz. | Eintrag im Bonner Straßenkataster |
| Hildegard Wegscheider  | Eine Bonner Stadtverordnete, die erreichen wollte, dass auch Frauen die Möglichkeit der Höheren Bildung gewährt wird.                                    | Eintrag im Bonner Straßenkataster |
| Elisabeth Schwarzhaupt | leitete das Bundesministerium für Gesundheit von 1961 bis 1966 und war damit die erste Frau, die das Amt eines westdeutschen Bundesministers bekleidete. | Eintrag im Bonner Straßenkataster |
| Susanne Miller         | Wollte als Bonner Bürgerin die Erinnerung an die Verfolgung am Leben erhalten.                                                                           | Eintrag im Bonner Straßenkataster |
| Helene Wessel          | Setzte sich für ärmere Menschen ein und saß der Findung des Grundgesetzes bei.                                                                           | Eintrag im Bonner Straßenkataster |

## Katzenlochbachtal
Auf einer Länge von sieben Kilometern erstreckt sich unmittelbar an die Wohnbebauung von Röttgen angrenzend das Naturschutzgebiet Katzenlochbachtal, in dem es nur vier Querungen zwischen Röttgen und Ückesdorf auf der westlichen und Lengsdorf und Ippendorf auf der östlichen Seite gibt: zwei Holzbrücken, den Weg, „Am Katzenlochbach“, und den Schiffgesweg. Das Tal wird Katzenlochbachtal genannt, aufgrund des Katzenlochbachs, der von Röttgen über Ückesdorf durch das Katzenlochbachtal fließt (und später als Endenicher Bach nach ca. 10,6 Kilometer als längster Bach Bonns in Dransdorf in den Dransdorfer Bach mündet). Am Katzenlochbach haben vermutlich bis Mitte des 20. Jahrhunderts – die für Tal und Bach namensgebenden – Wildkatzen gelebt, die jedoch durch Jagd und Zersiedelung ausgerottet wurden. Inzwischen wurde im angrenzenden Kottenforst wieder eine Wildkatzenpopulation nachgewiesen, die möglicherweise auch wieder auf das alte Revier Katzenlochbachtal ausgreifen wird. Das Katzenlochbachtal ist ansonsten jedoch sehr naturbelassen: Das Tal verfügt über Erlen-Auwälder und Quellsümpfe am Talhang. Es gibt dort geschützte Tier- (besonders Vogel-)arten, wie die Nachtigall den Pirol und den Eisvogel. Auch Dachs, Iltis, Steinmarder, Baummarder, Ringelnatter und diverse Amphibien leben im Naturschutzgebiet. Das Katzenlochbachtal ist bereits seit 1999 als Naturschutzgebiet ausgewiesen, um diese biologische Vielfalt dort zu erhalten. Im Jahre 2004 wurde der gesamte Kottenforst als Naturschutzgebiet ausgewiesen und umfasst seitdem u. a. auch das Katzenlochbachtal. Seit 2000 ist das Katzenlochbachtal als Teil des Kottenforstes weiterhin als Vogelschutzgebiet und FFH-Gebiet „Waldreservat Kottenforst mit Waldville“ ausgewiesen.

## Persönlichkeiten
Der Marineoffizier, Inspekteur der Bundesmarine und Vizeadmiral Karl-Adolf Zenker (1907–1998) lebte in Röttgen.

## Sonstiges
Teile der Netflix-Serie How to Sell Drugs Online (Fast) wurden in Röttgen und im benachbarten Ippendorf gedreht.